# L'home de bronze
L'home de bronze (títol original: Doc Savage: The Man of Bronze, de 1975) és una pel·lícula d'aventures estatunidenca de Michael Anderson produïda per George Pal, adaptació de la novel·la Doc Savage  de Lester Dent i dels dibuixos pulp homònims. Ha estat doblada al català.

## Argument
El Doctor Clark Savage (interpretat per Ron Ely) és un científic, aventurer, inventor i explorador. Recorre el món per fer regnar la justícia o per recercar múltiples tresors, amb els seus companys Ham l'advocat, Monk el químic, Renny l'enginyer i arquitecte, Johnny l'arqueòleg i Long Tom l'electricista.
En aquesta pel·lícula, Doc Savage (anomenat l'home de bronze) a causa del color de la seva pell) marxa en cerca d'una mina d'Or a l'Amèrica Central, que el seu pare li ha deixat. Troba sobre la seva carretera un traficant, el Capità Seas, que vol apropiar-se la mina per als seus propis propòsits.

## Repartiment
- Ron Ely: Doc Savage
- Paul Gleason: Major Thomas J. "Long Tom" Roberts
- William Lucking: Coronel John "Renny" Renwick
- Michael Miller: Tinent Coronel Andrew Blodgett "Monk" Mayfair
- Eldon Quick: Professor William Harper "Johnny" Littlejohn
- Darrell Zwerling: Brigadier General Theodore Marley "Ham" Brooks
- Paul Wexler: Capità Seas
- Pamela Hensley: Mona Flores
- Bob Corso: Rubbio Gorro
- Federico Roberto: el president Don Carlos Avispa
- Janice Heiden: Adriana (amiga del Capità Seas)
- Robyn Hilton: Karen (amiga del Capità Seas)
- Carlos Rivas: Kulkan, l'indi
- Victor Millan: el Rei Chaac
- Michael Berryman: Juan Lopez Morales
- Dar Robinson: el sniper que vol matar Doc Savage

## Al voltant de la pel·lícula
- Aquesta pel·lícula és la primera aparició cinematogràfica de Michael Berryman, en el paper d'un metge forense.
- Una continuació titulada Doc Savage: The Arch-Nemesis of Evil  ('Doc Savage: El Pitjor Enemic del Mal ) va ser anunciada. No va ser mai rodada després del fracàs de la pel·lícula a les sales.
- Es va pensar en principi en Arnold Schwarzenegger per interpretar Doc Savage.